# Cinerama (groupe)
Pour le procédé cinématographique, voir Cinérama.
Cinerama est un groupe d'indie pop britannique. Il est formé en 1998 par David Gedge, le leader de The Wedding Present. Dans une lignée plus traditionnelle que son précédent groupe, Gedge y combine des influences variées, venues de la musique de film ou de crooners emblématiques comme Scott Walker.

## Biographie
Originellement formé en 1998 pendant une pause de The Wedding Present, Cinerama commence comme duo composé de Gedge et son ex-compagne, Sally Murrell. Vers 2003, Murrell et Gedge se sépare et Murrell quitte le groupe. Finalement, pendant l'enregistrement de ce qui deviendra l'album Take Fountain, Gedge décide de recruter les membres de The Wedding Present.
Le 18 mai 2015, Cinerama publie une nouvelle version de l'album de Wedding Present, Valentina.

## Discographie

### Albums studio
- 1998 : Va Va Voom (Cooking Vinyl)
- 2000 : Disco volante (Scopitones)
- 2002 : Torino (Scopitones)
- 2015 : Valentina (Scopitones)

### Albums live
- 2002 : Live in Los Angeles (Scopitones)
- 2003 : Live in Belfast (Scopitones)

### Singles
- "Kerry Kerry" (1998) Cooking Vinyl
- "Dance, Girl, Dance" (1998) Cooking Vinyl
- "Pacific/King's Cross" (1999) Elefant
- "Manhattan" (2000) Scopitones
- "Wow" (2000) Scopitones
- "Lollobrigida" (2000) Scopitones
- "Your Charms" (2000) Scopitones
- "Superman" (2001) Scopitones
- "Health and Efficiency" (2001) Scopitones
- "Quick, Before It Melts" (2002) Scopitones
- "Careless" (2002) Scopitones
- "Don't Touch That Dial" (2003) Scopitones
- "It's Not You, It's Me" (2004) GoMetric! Records

### Compilations
- 2000 : This Is Cinerama (Cooking Vinyl)
- 2001 :  John Peel Sessions (Scopitones)
- 2002 : Cinerama Holiday (Scopitones)
- 2003 : John Peel Sessions: Season 2 (Scopitones)
- 2007 : John Peel Sessions: Season 3 (Sanctuary)
- 2007 : The Complete Peel Sessions (Sanctuary)
- 2014 : Seven Wonders of the World (Scopitones)

### DVD
- 2004 : Get Up and Go (Scopitones)